# Катастрофа ATR 72 возле Палермо
Катастрофа ATR 72 возле Палермо — авиационная катастрофа, произошедшая в субботу 6 августа 2005 года. Авиалайнер ATR 72-202 авиакомпании Tuninter совершал плановый рейс TUI 1153 по маршруту Бари—Джерба, но через 50 минут после взлёта жёстко приводнился на Средиземное море и разрушился на три части. Из находившихся на его борту 39 человек (4 члена экипажа и 35 пассажиров) погибли 16 (1 член экипажа и 15 пассажиров), ещё 11 получили ранения.

## Самолёт
ATR 72-202 (регистрационный номер TS-LBB, серийный 258) был выпущен в 1992 году (первый полёт совершил 12 марта под тестовым б/н F-WWLE). 27 марта того же года был куплен авиакомпанией Tuninter, в которой получил имя Habib Bourguiba. Оснащён двумя турбовинтовыми двигателями Pratt & Whitney PW124B. Последний плановый ремонт прошёл 25 мая 2005 года, никаких неполадок обнаружено не было. На день катастрофы совершил 35 259 циклов «взлёт-посадка» и налетал 29 893 часа.

## Экипаж
Состав экипажа рейса TUI 1153 был таким:
- Командир воздушного судна (КВС) — 45-летний Чафик Аль Гарби (англ. Chafik Al Gharbi). Опытный пилот, управлял самолётом Boeing 737-200. Налетал 7182 часа, 5582 из них на ATR 42/72.
- Второй пилот — 28-летний Али Кибаер Аль-Асвад (англ. Ali Kebaier Al-Aswad). Опытный пилот, налетал 2431 час, 2130 из них на ATR 42/72.

В салоне самолёта работали двое бортпроводников.
40-летний инженер по техническому обслуживанию Чокри Харбауи (англ. Choukri Harbaoui) не входил в состав лётного экипажа и находился в пассажирском салоне. В его задачи входил контроль заправки самолёта в аэропортах и при необходимости наземное техобслуживание. После возникновения нештатной ситуации КВС через бортпроводника попросил инженера пройти в кабину, где тот и оставался до посадки самолёта на воду.

## Хронология событий

Диаграмма травм пассажиров рейса 1153 в зависимости от их местонахождения

Рейс TUI 1153 вылетел из Бари в 14:32 по местному времени, на его борту находились 4 члена экипажа и 35 пассажиров.
В 15:24 на высоте 7000 метров у самолёта внезапно остановился двигатель № 2 (правый), и экипаж запросил у диспетчера снижение, сославшись на возникшие технические проблемы. Спустя 1 минуту 40 секунд (в 15:25) остановился и двигатель № 1 (левый). Экипаж запросил посадку в ближайшем к ним аэропорту Палермо (Италия) и передал сигнал бедствия. Самолёт начал планировать с высоты 5180 метров. Пилоты были уверены, что авиатопливо ещё есть, так как топливомер показывал наличие 1800 килограммов авиатоплива, но попытки перезапуска двигателей результата не дали.
Остановка электрических генераторов, которые вращались от двигателей, привела к обесточиванию навигационного оборудования, которое позволяло экипажу определить оставшееся расстояние до дальномерного радиомаяка аэропорта Палермо. За время снижения экипаж несколько раз запрашивал у диспетчера Палермо, на каком расстоянии от аэропорта находится самолёт; после последнего ответа диспетчера, что высоты полёта не хватит для планирования до Палермо, КВС принял решение совершить аварийную посадку на воду.
Приблизительно в 15:40 (13:40 UTC), через 16 минут после отказа двигателей, рейс TUI 1153 на скорости 230 км/ч приводнился на Средиземное море в 26 километрах от Палермо и разрушился на три части — носовая и хвостовая части затонули в течение 20-30 минут, а средняя часть с крыльями и обоими двигателями осталась на плаву. Погибли 16 человек — 1 член экипажа (старший бортпроводник) и 15 пассажиров, включая инженера авиакомпании, летевшего служебным пассажиром; выжили 23 человека — 3 члена экипажа (КВС, второй пилот и второй бортпроводник) и 20 пассажиров; 11 из них получили ранения. Они смогли выбраться из самолёта и добраться до крыльев, которые остались на плаву.

## Расследование
Расследование причин катастрофы TUI 1153 проводило итальянское Национальное агентство по безопасности полётов (ANSV).
После катастрофы начались поиски бортовых самописцев. Первоначально следователи предположили, что у лайнера закончилось авиатопливо. Они начали изучать топливную систему на предмет дефектов, а также авиатопливо на предмет загрязнения, но всё было в порядке.
Авиакомпания Tuninter предоставила журнал с техническими данными о самолёте, в котором экипаж оставил запись о неисправности индикатора остатка авиатоплива — на семисегментном цифровом индикаторе не отображалось несколько сегментов. В тот же вечер техник устранил неисправность, отметив в журнале, что заменил неисправный прибор типа 748-681-2 на прибор типа 749—158. Тип вновь установленного индикатора остатка авиатоплива был предназначен для использования на самолётах ATR 42, которые также эксплуатировались в Tuninter, но, несмотря на идентичный внешний вид и идентичную процедуру замены, эти оба прибора заметно отличаются между собой — они преобразуют аналоговый электрический сигнал ёмкостного датчика уровня авиатоплива в баке в его количество, но при этом откалиброваны по-разному (разная геометрия топливных баков и разное количество датчиков). Инструкции компании — производителя самолёта, действовавшие на тот момент, не требовали от авиатехников проверки показаний заменённого прибора путём определения уровня топлива ручной измерительной трубкой.
В итоге вместо остатка авиатоплива 790 килограммов, записанного в журнал по окончании рейса, после которого экипаж сделал запись о неисправности, топливомер показывал остаток 3100 килограммов. Позже следствие установило, что использование другой модели индикатора остатка авиатоплива было вызвано тем, что в базе данных Tuninter, где хранились сведения о наличии запчастей, приборов 748-681-2 не было, а про приборы 749—158 было ошибочно указано, что они могут использоваться на ATR 72.
При подготовке к рейсу Джерба—Бари (рейс, предшествовавший катастрофе) КВС рассчитал необходимое количество авиатоплива — 3800 килограммов; процесс заправки продолжался, пока количество авиатоплива в баках по показаниям топливомера не достигло нужной величины. В квитанции, подписанной оператором топливозаправщика и инженером, было указано, что в баки было залито всего 465 килограммов авиатоплива вместо 700 килограммов (разность 3800 и 3100), но это не привлекло внимание экипажа.
Проверяя документы о заправке, КВС обнаружил, что нет квитанции о заправке самолёта с 790 до 3100 килограммов; диспетчер на его запрос ответил, что эту квитанцию по ошибке оставил у себя один из экипажей, которые должны были по плану выполнять другие рейсы на данном самолёте, но отказались от их выполнения, и пообещал проследить, чтобы квитанция была найдена и передана на борт по возвращении самолёта в Джербу. После этого КВС принял решение на вылет.
По прибытии в Бари в топливных баках самолёта находилось 2300 килограммов авиатоплива, но в процессе заправки, произведённой по той же схеме, что и в Джербе, в баки было залито ещё 265 килограммов авиатоплива вместо 400, но экипаж снова не обратил на это внимание.
Воссоздав полёт рейса 1153 на авиасимуляторе, следователи доказали, что лайнер мог бы долететь до Палермо в режиме планера, при котором винты двигателей нужно флюгировать, но пилоты, полагая, что на борту имеется запас авиатоплива, продолжали делать попытки перезапуска двигателей, вместо того чтобы перевести самолёт в режим планера.
Окончательный отчёт расследования был опубликован в январе 2008 года.

## Последствия катастрофы

### Компенсации
Авиакомпания Tuninter компенсировала семьям пассажиров по € 20 000. 7 сентября 2005 года итальянское правительство запретило полёты самолётам компании Tuninter в воздушном пространстве Италии.

### Суд
В марте 2009 года итальянский суд приговорил командира экипажа рейса 1153 к 10 годам тюрьмы за непредумышленное убийство. По словам прокуроров, после отказа двигателей самолёта КВС не предпринимал никаких попыток для совершения аварийной посадки в аэропорту Палермо. Свидетели заявляли, что командир в тот момент впал в панику и молился вслух, а не управлял самолётом; в течение последних 5 минут речевой самописец в кабине экипажа записал несколько секунд рассеянных религиозно-ориентированных междометий, таких как Бог, спаси нас!.
Ещё 6 человек, в том числе второй пилот рейса 1153, а также директор авиакомпании Tuninter были осуждены на сроки от 8 до 10 лет. Они не будут отбывать срок, пока апелляционный процесс не будет завершён.

## Культурные аспекты
- Катастрофа рейса 1153 Tuninter показана в 7 сезоне канадского документального телесериала Расследования авиакатастроф в серии Аварийное приводнение.
- Также она упоминается в американском документальном телесериале от «MSNBC» Почему разбиваются самолёты[англ.] (англ. Why Planes Crash) в серии Приготовиться к удару (англ. Brace For Impact).

### Комментарии
1. ↑  Другие источники включают погибшего инженера в состав экипажа, и пишут соответственно о погибших 2 членах экипажа и 14 пассажирах
2. ↑  Final accident report, страница 26.